# ویرجین موبایل کانادا
ویرجین موبایل کانادا (انگلیسی: Virgin Mobile Canada) شرکت مخابرات کانادایی است، که در سال ۲۰۰۵ تأسیس شد.